# Doliolomyia alactaga
Doliolomyia alactaga là một loài ruồi trong họ Tachinidae.